# Tenema N'Diaye
Tenema N'Diaye (13 de fevereiro de 1981) é um futebolista profissional malinês que atua como atacante.

## Carreira
Tenema N'Diaye representou a Seleção Malinesa de Futebol nas Olimpíadas de 2004, ele marcou quatro no evento.